# Filipe da Grécia e Dinamarca (1986)
Filipe da Grécia e Dinamarca (em grego: Φίλιππος της Ελλάδας και της Δανίας; Londres, 26 de abril de 1986) é um Príncipe da Grécia e Dinamarca, filho mais novo do rei Constantino II e de sua esposa, a rainha Ana Maria da Dinamarca. Tem quatro irmãos, incluindo Paulo, Príncipe Herdeiro da Grécia.
No total, ele tem quatro irmãos maiores, em ordem de nascimento: a princesa Alexia, o príncipe Paulo, o príncipe Nicolau e a princesa Teodora.

## Biografia
Filipe nasceu em Paddington, na cidade de Londres, em 26 de abril de 1986, filho do rei Constantino II da Grécia e de sua esposa, Ana Maria. Por parte de pai, Filipe é o neto do rei Paulo da Grécia e da rainha Federica de Hanôver, e por parte de mãe, é neto do rei Frederico IX da Dinamarca e da rainha Ingrid da Suécia. Também por parte de mãe ele é um sobrinho da atual rainha reinante Margarida II da Dinamarca e primo do herdeiro do trono, Frederico; por parte de pai, é um sobrinho da rainha consorte emérita Sofia da Grécia, Consorte da Espanha e primo do Rei Felipe da Espanha. 
Os seus padrinhos de batismo escolhidos foram:
1. Príncipe Filipe, Duque de Edimburgo
2. Rei Juan Carlos da Espanha
3. Princesa Diana de Gales
4. Princesa Elena de Bourbon

## Namoro e casamento
Em 2018 ele assumiu o namoro com Nina Nastassja Fhlor, filha do empresário suíço Thomas Flohr, que fundou a empresa privada de aluguel de jatos VistaJet, e de Katharina Fhlor .
Em 01 de setembro de 2020, foi anunciado oficialmente o noivado do casal. O príncipe pediu a mão da até então namorada em casamento na ilha de Ithaca, na Grécia.
Celebraram o casamento civil no dia dia 12 de dezembro de 2020, na presença de somente duas pessoas: os pais, o rei Constantino II da Grécia e Thomas Flohr. A comemoração, realizada na estação de esqui da cidade de St. Moritz, na Suíça, foi pequena e íntima devido as restrições da Pandemia de COVID-19.
Em 23 de outubro de 2021 o casal se casou numa cerimônia religiosa na Catedral de Atenas. 

## Títulos
- 26 de abril de 1986 - presente: Sua Alteza Real o príncipe Filipe da Grécia e Dinamarca

## Honras
- Cavaleiro da Grande Cruz da Ordem do Redentor (Reino da Grécia).
- Cavaleiro da Grande Cruz da Real Ordem de Constantino I (Reino da Grécia).
- Cavaleiro da Grande Cruz da Ordem da Fénix (Reino da Grécia).
- Cavaleiro da Grande Cruz da Real Ordem dos Santos Jorge e Constantino (Reino da Grécia).